# Max & Co.
Max & Co. ist ein Animationsfilm von 2007, der als Koproduktion zwischen der Schweiz, Belgien, Frankreich und Großbritannien entstand. Mit Produktionskosten von mehr als 30 Millionen Franken (19,2 Millionen Euro) ist es die teuerste Schweizer Filmproduktion, zugleich aber auch der grösste Flop der Schweizer Filmgeschichte, was wegen der staatlichen Subventionen in Millionenhöhe zu einem politischen Nachspiel führte. Erschienen ist der Film in französischer und schweizerdeutscher Synchronisation.

## Handlung
Der Fuchs Max, 15 Jahre alt, kommt bei der Suche nach seinem Vater in das kleine Städtchen Saint-Hilaire. Dort findet Max Unterschlupf bei Frau Doudou, mit deren Hilfe er einen Job bei der örtlichen Fliegenklappenfabrik, der Bzzz und Co., findet, welche der Hauptarbeitgeber im Städtchen ist.
Allerdings läuft das Geschäft der Fabrik nicht besonders gut. Der momentane Besitzer Rodolfo hat das Unternehmen von seinem Patenonkel geerbt und möchte um jeden Preis den Verkauf der Fliegenklatschen ankurbeln. Um dieses Ziel zu erreichen, entwickelt der Wissenschaftler Martin einen finsteren Plan.
Als erstes werden die einfachen Angestellten auf die Strasse gestellt, darunter auch der Vater von Fränzi, welche sich in Max verliebt hat. Zusammen mit Max findet sie heraus, dass die neue Werbekampagne der Fabrik nur eine Fassade ist, um dunkle Machenschaften zu verbergen. Das Unternehmen möchte Fliegen züchten, um bei der dadurch entstehenden Fliegenplage mehr Fliegenklatschen zu verkaufen. Zusammen mit Fränzi, der Sängerin Kathy und dem Musiker Johnny, versucht Max die Bevölkerung des Städtchens zu warnen.

## Synchronisation
| Rolle       | Originalstimme    | Schweizerdeutsche Stimme |
| ----------- | ----------------- | ------------------------ |
| Max         | Lorànt Deutsch    | Patrick Venetz           |
| Fränzi      | Amélie Lerma      | Fabienne Hadorn          |
| Sam         | Sanseverino       | Beat Schlatter           |
| Rodolfo     | Patrick Bouchitey | Gilles Tschudi           |
| Kathy       | Virginie Efira    | Viola Tami               |
| Martin      | Denis Podalydès   | Patrick Frey             |
| Frau Doudou | Micheline Dax     | Dodo Hug                 |

## Kritiken
Martin Walder schreibt in der NZZ am Sonntag, dass mit Max & Co. eine „charmante, luftige, kleine Geschichte“ entstanden sei, die zudem „eine sozialkritische Fabel um gute, alte Solidarität“ wäre. Allerdings kritisiert er, dass vielleicht zu viel an Liebe „in den Einfällen, Details, Motiven“ hat, aber gleichzeitig es „an Fokussierung auf den psychologischen Kern“ fehlt.
Rolf Breiner auf cineman.ch schreibt, dass die Geschichte „liebevoll“ erzählt wird und „Öko-Reiz, märchenhaften Charme, zwischenmenschliche Töne und auch musikalischen Pepp“ hat. Der Film würde aber „etwas schweizerisch bedächtig und betulich“ wirken, kritisiert Rolf Breiner.

## Zuschauerflop und finanzielles Desaster
Der Film erwies sich als der grösste Flop der Schweizer Filmgeschichte. Mit 30 Millionen Franken ist Max & Co die bisher teuerste Schweizer Produktion aller Zeiten. Der Film startete mit gleich vielen Kopien wie einst die Schweizer Erfolgsfilme Grounding – Die letzten Tage der Swissair und Mein Name ist Eugen – trotzdem kamen in den ersten zwei Wochen nur ca. 16'000 Zuschauer, drei Viertel davon in der Romandie. Seine Produzenten rechneten allerdings mit 110'000. Wegen des mangelnden Zuschauerinteresse wurde der Film nach und nach ins Nachmittagsprogramm verschoben oder ganz aus den Kinoprogrammen genommen.
Laut einem am 13. August 2008 von der Freiburger Tageszeitung La Liberté veröffentlichten und vom Bundesamt für Kultur (BAK) bestätigten Bericht, haben die beiden Produktionsfirmen Konkurs gemeldet.
An den Produktionskosten hatte die Eidgenossenschaft insgesamt 5 Millionen Franken beigesteuert, wovon 1,5 Millionen das Bundesamt für Kultur. Der finanzielle Flop hat damit auch ein politisches Nachspiel ausgelöst, deren Konsequenzen für die Beziehungen zwischen dem Westschweizer Fernsehen und dem BAK noch abgeklärt werden müssen. Die Filmproduzenten wollten bisher noch keine Stellung nehmen. Das BAK gab bekannt, diese in der zweiten Augusthälfte treffen zu wollen, um die Gründe der Konkurse abzuklären.